# Mercedes-Benz C107
C107 è la sigla progettuale di una coupé di lusso prodotta dalla Mercedes-Benz tra il 1971 ed il 1981 e venduta col nome commerciale di SLC.

## La genesi del modello
Alla fine degli anni sessanta la Mercedes aveva in listino ancora le coupé e cabriolet derivate dalla gamma W111 (presentata alla fine degli anni cinquanta), eleganti, maestose, raffinate ma ormai irrimediabilmente obsolete. La Casa della stella a 3 punte necessitava di un nuovo modello.
Per accorciare i tempi di sviluppo venne scelta come base la nuovissima roadster SL, in fase di sviluppo avanzato. Conservando inalterati frontale, coda e parte bassa della carrozzeria della spider, venne trasformata in coupé chiusa, allungando anche il passo da 246 a 282cm.
L'allungamento del passo (si rese necessario per trasformare la spider 2 posti in coupé 4 posti). Anche gli interni, a parte l'ovvia aggiunta del divano posteriore, erano gli stessi della SL, così come comuni (a parte l'allungamento del passo) erano pure telaio, organi meccanici e motori. L'impostazione di base prevedeva la trazione posteriore, le sospensioni a ruote indipendenti mutuate dalla SL (sia davanti che dietro), lo sterzo a circolazione di sfere servoassistito e i freni a disco autoventilati solo sulle ruote anteriori.

La SLC offriva in campo sicurezza: cinture anteriori di serie e posteriori optional, piantone sterzo collassabile in caso d'impatto e , come da tradizione della stella a tre punte, le zone a deformazione programmata, anteriori e posteriori a salvaguardia della cellula di sicurezza. La SLC adotta già il serbatoio in posizione "sicura", situato dietro i sedili posteriori. 
Al momento della presentazione, avvenuta nel corso del 1971, era disponibile solo la 350 SLC, equipaggiata con il V8 M116 a iniezione di 3499 cm³ da 200 CV. La 350 SLC poteva avere, in alternativa a quello meccanico a 4 marce, un cambio automatico a 3 rapporti. La commercializzazione della serie C107 fu avviata nel febbraio del 1972, proprio con il modello 350 SLC.

## L'evoluzione
La C107 ottenne un buon successo (specialmente nel Nordamerica, dove veniva venduta una versione specifica con doppi fari circolari, paraurti ad assorbimento, motori depotenziati e dispositivi antinquinamento) e non fu oggetto di grossi cambiamenti estetici nel corso della sua carriera. Venne però aggiornata tecnicamente, in gran parte parallelamente agli aggiornamenti della SL.

Nel 1972 venne lanciata la 450 SLC, mossa da un V8 di 4520 cm³ da 225cv e disponibile solo con cambio automatico a 3 rapporti, mentre nel 1974, in conseguenza della crisi petrolifera dell'anno prima, venne introdotta la 280 SLC, che montava l'unico 6 cilindri previsto per la gamma SLC (ma anche per la gamma SL), vale a dire il 2.8 M110, anch'esso ad iniezione ed in grado di erogare 185 CV. Tale modello andò a costituire la base della gamma SLC.

Tra la fine del 1975 e l'inizio del 1976 vi furono alcuni importanti aggiornamenti meccanici come la sostituzione del basamento in ghisa con altro in alluminio con canne "trattate" e pistoni cromati, oltre al passaggio dall'iniezione elettronica a quella meccanica.

Nel 1977, sull'onda della partecipazione del modello alle competizioni, venne presentata la 450 SLC 5.0. Questa versione, commercializzata nella prima metà dell'anno seguente, si distingueva dalla normale 450 SLC per il motore di cilindrata maggiorata (5025 cm³, poi passato a 4973 cm³), per la verniciatura in colore scuro della parte inferiore della carrozzeria e per la presenza di un piccolo alettone posteriore in plastica nera.
L'ultima evoluzione del modello avvenne all'inizio del 1980, con l'introduzione della 380 SLC (3818 cm³, 218cv) al posto della 350 SLC, il pensionamento della 450 SLC a favore della 500 SLC e l'equipaggiamento della 280 SLC con cambio a 5 marce.
Nel novembre del 1981 le C107 lasciarono il listino rimpiazzate dalle versioni SEC della W126, denominate C126.
Nonostante alcune perplessità suscitate dalla C107 dal punto di vista estetico, essa viene oggigiorno considerata una vettura di indubbia classe ed eleganza. Alcuni la giudicano persino tra le migliori vetture della Casa della stella a tre punte.

## Attività sportiva

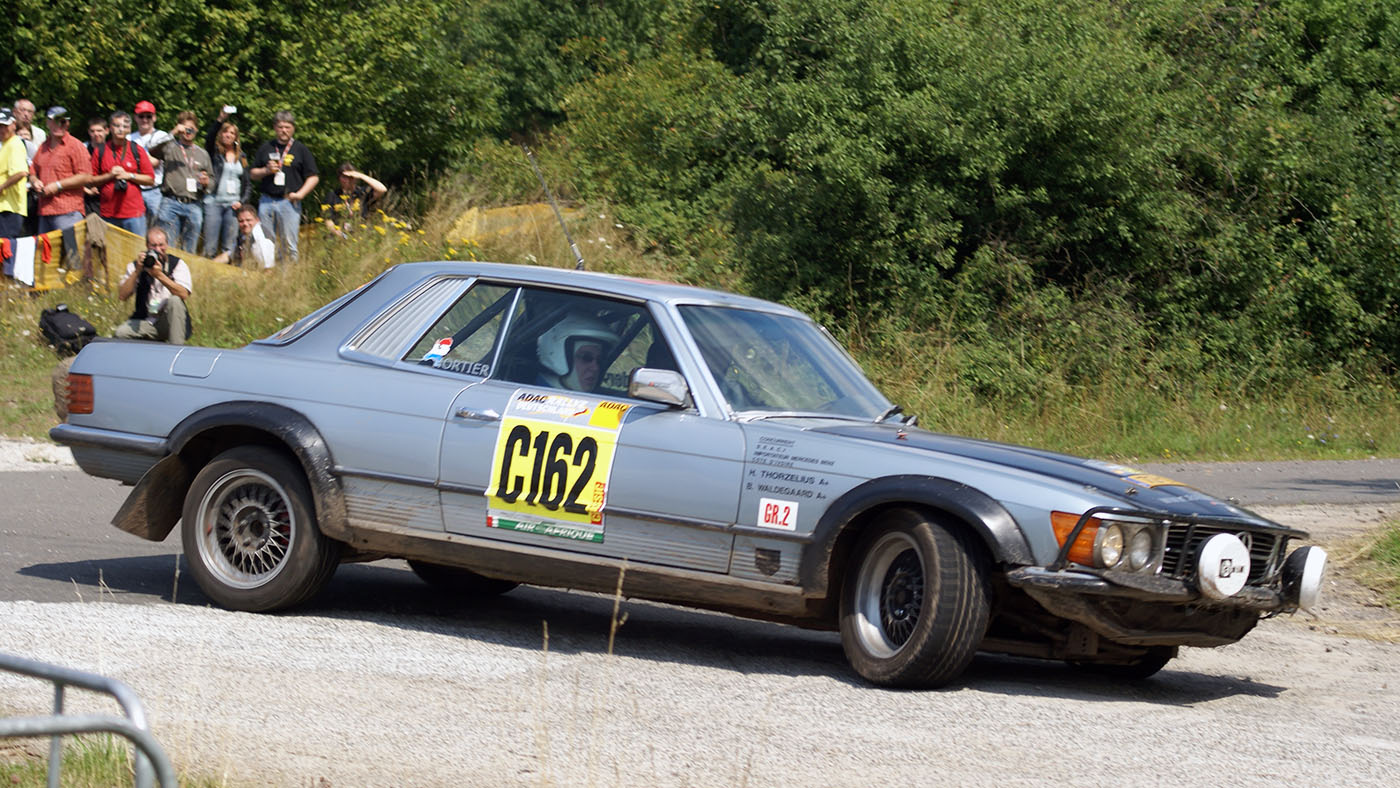
La 450 SLC durante un Rally storico in Germania nel 2008

La versione 450 SLC è stata omologata come una vettura in grado di prendere parte alle competizioni rallistiche. Molto simile da punto di vista meccanico alla versione di serie, era aggiornata con i roll-bar di sicurezza, cerchi più spessi di 0,5', cronometro al posto dell'accendi sigari e pannelli d'alluminio per alleggerire il più possibile la carrozzeria. Ne furono prodotti circa 40 esemplari in questo allestimento. Con questa vettura i piloti Andrew Cowan e Colin Makin vinsero il Rally Mintex del 1978.
Nel 1978 la AMG impiegò una 450 SLC sponsorizzata Manpe per competere nel Campionato Europeo Turismo gruppo 2 con i piloti Hans Heyer e Clemens Schickentanz. Fu fornita di un enorme propulsore v8 da quasi 7 litri di cilindrata (6934 cm³) che era stato potenziato fino ad ottenere 385 cv di potenza massima ed era gestito da un cambio automatico a tre rapporti.  La vettura corse per 3 anni e conseguì una sola vittoria alla 6 ore del Nurburgring del 1980.
Nel 1985 una 450 SLC modificata con un propulsore Chevrolet V8 Turbo e con una nuova scocca aerodinamica è stata impiegata con successo dal pilota Bryan Thompson nel campionato GT australiano, vincendo il titolo.

## Versioni speciali

### Mercedes-Benz 450 SLC V8 6.9
Nella metà degli anni settanta è stato realizzato un unico esemplare di 450 SLC dotato di un enorme motore V8 da quasi 7 litri di cilindrata (6934 cm³) che erogava 300 CV. Le grandi dimensioni del propulsore hanno imposto un vistoso rialzamento del cofano motore di questa versione speciale.

## Caratteristiche tecniche
Di seguito vengono mostrate le caratteristiche tecniche delle versioni costituenti la gamma SLC prevista per il mercato europeo. SI tenga presente che i dati sono relativi alle vetture di serie. Nel caso in cui certe versioni, previste di serie con il cambio manuale, siano state invece prodotte con un cambio automatico, le prestazioni velocistiche subiscono un calo di circa il 2.5% ed anche i consumi subiscono un leggero peggioramento.
| Modello>    | Sigla telaio | Motore            | Cilindrata cm³ | Potenza CV/rpm | Coppia Nm/rpm | Cambio/ rapporti | Massa a vuoto (kg) | Velocità max | Acceler. 0–100 km/h | Consumo medio (l/100 km) | Anni di produzione | Esemplari prodotti |
| 280 SLC     | 107.022      | M110E28 (110.982) | 2746           | 185/6000       | 240/4500      | Manuale/4        | 1.550              | 205          | 10"1                | 12.5                     | 8/74-2/76          | 10.666             |
| 280 SLC     | 107.022      | M110E28 (110.986) | 2746           | 177/6000       | 236/4500      | Manuale/4        | 1.550              | 200          | 10"1                | 12.5                     | 2/76-4/78          | 10.666             |
| 280 SLC     | 107.022      | M110E28 (110.986) | 2746           | 185/5800       | 242/4500      | Manuale/4        | 1.550              | 205          | 10"1                | 12.5                     | 4/78-10/81         | 10.666             |
| 350 SLC     | 107.023      | M116E35 (116.982) | 3499           | 200/5800       | 286/4000      | Manuale/4        | 1.590              | 210          | 9"                  | 13                       | 2/72-2/76          | 13.925             |
| 350 SLC     | 107.023      | M116E35 (116.982) | 3499           | 195/5500       | 275/4000      | Manuale/4        | 1.590              | 205          | 9"5                 | 13                       | 2/76-3/80          | 13.925             |
| 380 SLC     | 107.025      | M116E38 (116.960) | 3818           | 218/5500       | 299/4000      | Automatico/4     | 1.560              | 215          | 9"                  | 14.6                     | 5/80-10/81         | 3.789              |
| 450 SLC     | 107.024      | M117E45 (117.982) | 4520           | 225/5000       | 378/3000      | Automatico/3     | 1.630              | 215          | 8"8                 | 14.5                     | 7/72-11/75         | 31.739             |
| 450 SLC     | 107.024      | M117E45 (117.985) | 4520           | 217/5000       | 360/3250      | Automatico/3     | 1.630              | 210          | 9"3                 | 14.5                     | 11/75-10/80        | 31.739             |
| 450 SLC 5.0 | 107.026      | M117E50 (117.960) | 5025           | 240/5000       | 402/3200      | Automatico/3     | 1.515              | 225          | 8"5                 | 14.5                     | 5/78-5/79          | 1.636              |
| 450 SLC 5.0 | 107.026      | M117E50 (117.960) | 4973           | 240/5000       | 402/3200      | Automatico/3     | 1.515              | 225          | 8"5                 | 14.5                     | 5/79-3/80          | 1.636              |
| 500 SLC     | 107.026      | M117E50 (117.960) | 4973           | 240/5000       | 402/3200      | Automatico/4     | 1.515              | 225          | 7"8                 | 14.9                     | 3/80-10/81         | 1.133              |